# Walker Stuart
Walker Stuart (* 17. Juli 1920; † 27. Januar 2007 in Cambridge bei Boston) war ein US-amerikanischer Filmregisseur und Filmproduzent, der mit seinem Kurzfilm That’s Me für einen Oscar nominiert war.

## Leben
Walker Stuart trat 1963 mit dem von ihm produzierten Kurzfilm That’s Me, bei dem er auch Regie führte, erstmals im Filmmetier in Erscheinung. Dieser Film über einen Gitarristen aus Puerto Rico, der Schwierigkeiten hat, in seiner neuen Heimat New York zurechtzukommen, brachte ihm eine Oscarnominierung ein. Walker arbeitete bei diesem Projekt mit Alan Arkin zusammen.
Bei dem 1969 entstandenen Dokumentarfilm To Save a Soldier, der die Rettung eines im Vietnamkrieg verwundeten amerikanischen Soldaten zum Thema hat, führte Stuart Regie. Als Erzähler der Geschichte fungierte Henry Fonda.
Was Stuart danach tat, ist nicht bekannt. 1983, 1985, 1987 und 1990 trat er dann noch einmal im Produzententeam der Filme Wenn die Wölfe heulen, 1918, Mit Volldampf nach Chicago und Herr der Fliegen in Erscheinung.
Walker Stuart, dessen letzter Wohnsitz Jamaica Plain war, ein historischer Stadtteil der Stadt Boston in Massachusetts, starb im Alter von 86 Jahren.

## Filmografie (Auswahl)
- 1963: That’s Me (Kurzfilm)
- 1969: To Save a Soldier (Dokumentarfilm)
- 1983: Wenn die Wölfe heulen (Never Cry Wolf)
- 1985: 1918 (Film)
- 1987: Mit Volldampf nach Chicago (End of the Line)
- 1990: Herr der Fliegen (Lord of the Flies)

## Auszeichnungen
Oscarverleihung 1964
- Nominiert mit dem Film That’s Me in der Kategorie „Bester Kurzfilm“ (Live Action). Der Oscar ging jedoch an Paul de Roubaix und Marcel Ichac und den Film La rivière du hibou, in dem es um eine Exekution während des Sezessionskrieges geht, und dessen Handlung auf der Kurzgeschichte An Occurrence at Owl Creek Bridge von Ambrose Bierce beruht.